# BTR-94
BTR-94 je ukrajinsko amfibijsko borbeno vozilo pješaštva koji je nastao kao ukrajinska verzija sovjetskog BTR-80 vozila. Kupola BTR-94 vozila, BAU-23x2 je veća od one na BTR-80 BPU-1 i naoružana je s dvostrukim 23x115 mm topom 2A7M s 200 metaka, suspregnutom 7,62 mm strojnicom s 2000 metaka i šest 81 mm bacača dimne zavijese. Svaki 2A7M top ima maksimalnu brzinu paljbe od 850 metaka u minuti. Isti top je montiran i na ZSU-23-4 vozilu. BAU-23x2 dvostruki top može se ugraditi i na oklopna vozila kao npr. BTR-70 ili Ratel.   

## Vanjske poveznice
- BTR-94